# Рафал Воячек
Рафал Воячек (пол. Rafał Wojaczek; нар. 6 грудня 1945, Міколув — пом. 11 травня 1971, Вроцлав) — польський поет і прозаїк. Зарахований до грона проклятих поетів. 

## Біографія
Рафал Воячек народився в Міколуві. Походив з відомої і поважної у місті родини. Його батько був учителем в гімназії (згодом він був директором середньої школи в Пруднику), а мати працювала у видавництві. Вивчав полоністику в Яґеллонському університеті, але покинув навчання і 1964 року переїхав жити до Вроцлава. Як поет дебютував 1965 року. 1969 року з’явилася його дебютна збірка віршів «Сезон», добре прийнята критиками. Під час життя у Вроцлаві Рафал Воячек чимраз більше ставав залежний від алкоголю. Був схильний до частих депресій, провокував оточення, влаштовував бійки, багато разів намагався покінчити життя самогубством. Через якийсь час лікувався у психіатричній лікарні. 1970 року з’явилася його друга збірка віршів «Інша казка». Покінчив з собою 1971 року, прийнявши кілька різних таблеток. Похований у Вроцлаві на Кладовищі св. Лаврентія. В 2000 році в цій самій могилі поховано брата Рафала Воячка Анджея, вроцлавського актора. 
В 1999 році вийшов фільм режисера Лєха Маявського «Воячек». У головній ролі знявся поет Кшиштоф Сівчик.

## Творчість
Рафал Воячек — зразковий «проклятий» поет, один з найбільш інтриґуючих і таємничих польських поетів двадцятого століття: алкоголік, провокатор, скандаліст, який ще зі шкільних років почав здійснювати спроби самогубства. Власну смерть він зробив однією з головних тем своєї епатуючої, але вишуканої поезії.
Залишив тексти виняткової експресивності і суґестивності. Поєднуючи пронизливу чистоту бачення з воістину експресіоністичною чарівністю, Рафал Воячек описував процеси розпаду особистості і невміння пристосовуватися до норм світу. Головними темами його поезії є смерть, кохання, зачарування жіночністю і тілесністю. Еротизм і сексуальність у віршах часто поєднано зі смертю. Ліричний суб'єкт його віршів найчастіше говорить про біль, має відчуття дисгармонії, досліджує свій страх, неспокій, свої манії, бунтує проти лицемірства світу і суспільства, а також настирливо нишпорить похмурими закутками людської душі. Мова його поезії є зазвичай дуже натуралістичною і брутальною, сповнена соматизмами і вульгаризмами. З іншого боку, його віршам притаманний глибокий ліризм та ніжність.
За життя і відразу після смерті Рафала Воячека помічали, головним чином, антиестетизм і антитрадиціоналізм його лірики, нині ж звертають увагу на її складну внутрішню красу, глибокі зв'язки з поетичною традицією (Міцкевич, Норвід, Рембо), але перш за все — відбиток внутрішніх переживань, болісної дезінтеграції і боротьби з власною тілесністю.
Рафал Воячек — культовий поет для більшості молодих, бунтівливо налаштованих поляків.

## Українські переклади
- Рафал Воячек. Незакінчений хрестовий похід / переклад з польської Мірека Боднара. — Івано-Франківськ: Видавництво «П’яний корабель», 2016. — 240 с. ISBN 978-966-97561-0-7